# 大維德山

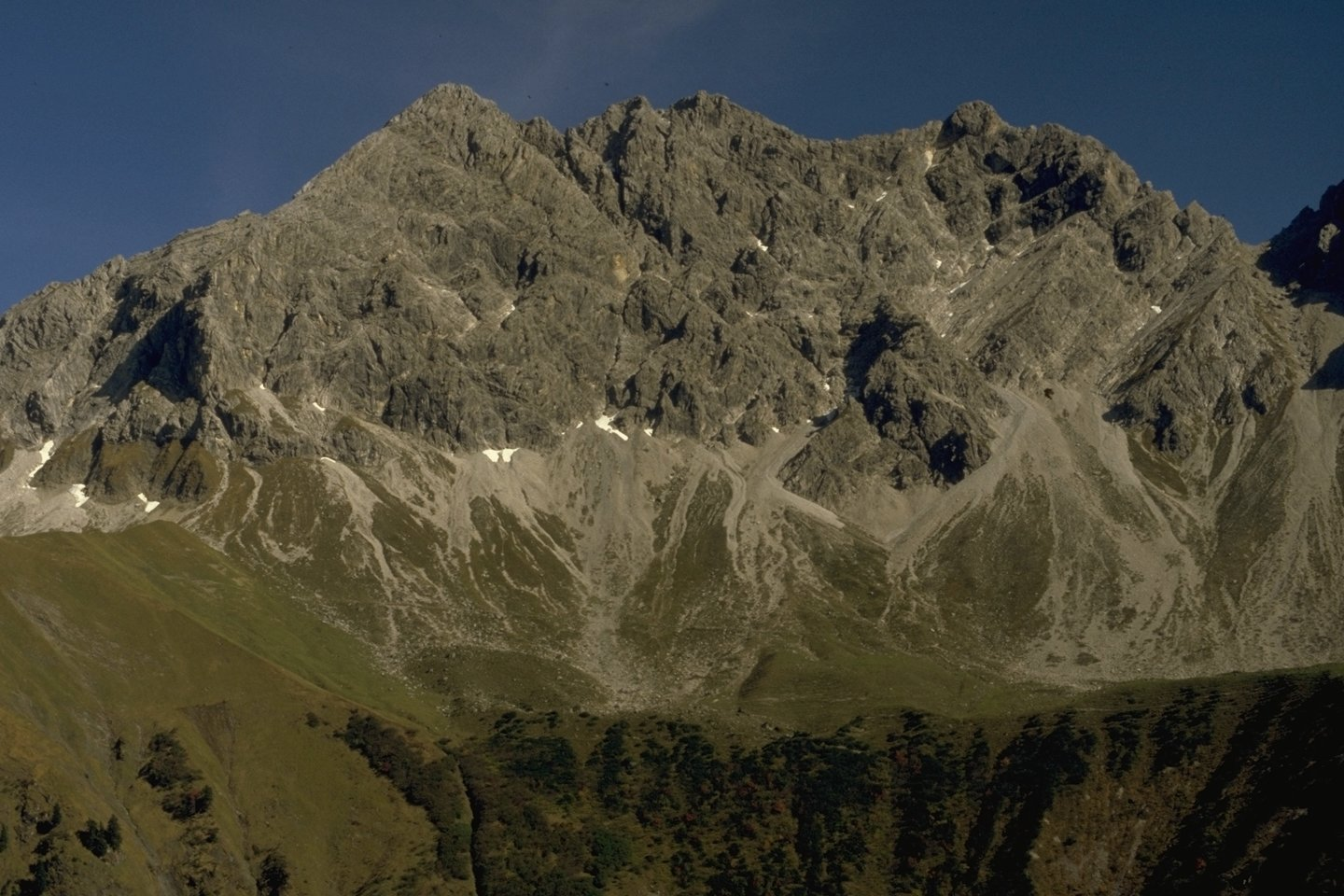

47°22′12″N 10°23′20″E / 47.37000°N 10.38889°E
大維德山（德語：Großer Wilder），是中歐的山峰，位於德國和奧地利接壤的邊境，屬於阿爾高阿爾卑斯山脈的一部分，距離勞黑克山3.3公里，海拔高度2,379米，每年平均降雨量1,730毫米。